# Peter Ludolph Spangenberg
Peter Ludolph Spangenberg (* 4. April 1740 in Göttingen; † 23. April 1794 in Rostock) war ein deutscher Mediziner und Hochschullehrer.

## Leben und Wirken
Spangenberg war Sohn des Göttinger Bürgermeisters Ernst August Spangenberg. Er studierte an der Universität Göttingen und wurde hier 1764 mit der Dissertation De chorea St. Viti promoviert. Zu diesem Anlass widmeten ihm seine Geschwister Georg August und Dorothea Eleonora Lucia Spangenberg die Dichtung An ihren Bruder Peter Ludolph Spangenberg, als Er die höchste Würde in der Arzneygelehrsamkeit erhielt. Er ließ sich zunächst als praktischer Arzt in Hannover nieder. 1768 wurde er Hofarzt, 1769 Hofrat und Leibarzt am Hof von Herzog Friedrich von Mecklenburg-Schwerin in Ludwigslust. 1774 berief dieser ihn zum Professor der Medizin an der Universität Bützow. Später war er Leibarzt der Herzoginwitwe Herzogin Louise Friederike (1722–1791) in Rostock, 1789 Professor der Medizin an der Universität Rostock und Geheimer Kanzleirat. 
Georg August Spangenberg und Johann Friedrich Spangenberg waren seine Söhne.

## Schriften
- Beiläufige Gedanken über den Werth der Blatternimpfung. In: Gelehrte Beiträge zu den Mecklenb.-Schwerin. Nachrichten 1773
- Von der Vitriolsäure und deren Nutzbarkeit in verschiedenen Krankheiten. In: Gelehrte Beiträge zu den Mecklenb.-Schwerin. Nachrichten 1775
- Von den Ursachen epidemischer Krankheiten. In: Gelehrte Beiträge zu den Mecklenb.-Schwerin. Nachrichten 1775
- Vorschläge гиг Vorbauung bei zu fürchtenden und wirklich grassirenden epidemischen Krankheiten. In: Gelehrte Beiträge zu den Mecklenb.-Schwerin. Nachrichten 1776 und 1777
- Geschichte der Chinarinde. In: Gelehrte Beiträge zu den Mecklenb.-Schwerin. Nachrichten 1782